# Inteligență artificială slabă
Inteligența artificială slabă (sau IA slabă) este inteligența artificială care implementează o parte limitată a minții, sau ca IA restrânsă, se concentrează pe o sarcină restrânsă. În termenii lui John Searle „ar fi utilă pentru testarea ipotezelor despre minți, dar nu ar fi de fapt minți”. Contrastează cu IA puternică, care este definită ca o mașină cu capacitatea de a folosi inteligența în rezolvarea oricărei probleme, mai degrabă decât o singură problemă specifică, uneori considerată că necesită conștiință, simțire și minte.

## Terminologie
„IA slabă” este uneori numită „IA restrânsă”, dar aceasta din urmă este de obicei interpretată ca un sub-domeniu în cadrul celeilalte. Testarea ipotezei despre minți sau o parte a minților nu face de obicei parte din [cercetarea] IA restrânsă, ci mai degrabă implementarea unor caracteristici de aspect superficial. Multe sisteme existente în prezent care pretind că folosesc „inteligența artificială” funcționează probabil ca o IA restrânsă axată pe o problemă specifică și nu sunt IA slabe în sensul tradițional.
Siri, Cortana și Asistentul Google sunt toate exemple de IA îngustă, dar nu sunt exemple bune de IA slabă, deoarece funcționează într-o gamă limitată de funcții predefinite. Nu implementează părți ale minții, folosesc prelucrarea limbajului natural împreună cu reguli predefinite. În special, nu sunt exemple de IA puternică, deoarece nu există o inteligență autentică și nici conștiință de sine. Cercetătorul IA Ben Goertzel, pe blogul său în 2010 a declarat că Siri era „FOARTE îngustă și fragilă”, lucru dovedit de rezultatele enervante atunci când sunt puse întrebări în afara limitelor aplicației.

## Impact
Unii comentatori cred că IA slabă ar putea fi periculoasă din cauza acestei „fragilități” și eșuează în moduri imprevizibile. IA slabă ar putea provoca întreruperi în rețeaua electrică, ar putea deteriora centrale nucleare, ar putea provoca probleme economice globale și ar putea direcționa greșit vehicule autonome.